# Katherine Senger-Bettaque
Katherine Senger-Bettaque   (Berlín, 2 d'agost de 1862 - 1927) fou una cantant d'òpera.
Començà la seva carrera com a ballarina, però havent-la sentit cantar en certa ocasió el compositor Dorn, l'aconsellà que es dediqués a l'art líric, i després d'estudiar algun temps sota la seva direcció, actuà per primera vegada en el teatre Kroll, de Berlín, aconseguint gran èxit.
El 1879 passà a l'Òpera Imperial de la pròpia ciutat i després cantà successivament a Magúncia, Leipzig, Rotterdam, Bremen, Marburg, Múnic i Stuttgart el 1906. El 1895 casà amb l'actor Alexander Senger, del que enviudà el 1902.